# Semih Yağcı
Semih Yağcı (11 novembre 1988) è un ex sollevatore turco campione europeo che ha gareggiato nella categoria dei pesi medi (fino a 77 kg.).

## Carriera
Semih Yağcı ha vinto la medaglia d'oro ai Campionati europei di Kazan 2011 con 347 kg. nel totale, precedendo l'armeno Arayik Mirzoyan, il quale realizzò lo stesso risultato nel totale, e lo slovacco Richard Tkáč (335 kg.).
Ai Campionati mondiali di sollevamento pesi vanta come miglior risultato un 13º posto nell'edizione di Antalya 2010 con 330 kg. nel totale.